# ロッシュ限界
ロッシュ限界（ロッシュげんかい、英語：Roche limit）とは、天体（惑星や衛星など）が破壊されずに他の天体に接近できる限界の距離のことである。ロッシュ限界の内側では接近した天体の潮汐力によって、その天体は破壊されてしまう。「ロシュ限界」と表記されることもある。フランスの天体力学者であり地球物理学者であったエドゥアール・ロシュが、1848年に理論的に打ち出したため、この名を持つ。

## 理論
ここでは、自身の重力のみで形を保っている塊（天体）を考える。連星系などにおいて、この天体が別の天体に対する公転運動をしている場合、連星のもう一方の天体からの潮汐力が働く。潮汐力は2物体間の距離の3乗に反比例するため、天体同士が近づけば潮汐力は大きくなり、ある限界点において天体は破壊される。
地球の場合では、地球の半径3倍以内の範囲（6,378 km × 3 = 19,134 km）では、地球の重力の影響が強くなり、もし月などの天体がこの距離より接近することがあれば、この天体は自己重力でまとまることはできず壊れてしまう。この限界の距離をロッシュ限界と呼び、その値は検討対象の天体の流動性により次の2つの距離の間の値を取る。
剛体の場合
剛体と見做せる天体のロッシュ限界について、実際には他の天体に接近する天体は潮汐力により変形するが、ここではこれを無視する。この場合のロッシュ限界{\displaystyle d}は
{\displaystyle d=R\left(2{\frac {\rho _{M}}{\rho _{m}}}\right)^{\frac {1}{3}}\simeq 1.260R\left({\frac {\rho _{M}}{\rho _{m}}}\right)^{\frac {1}{3}}}
で表される。ただし、剛体の天体について{\displaystyle \rho _{m}}は密度であり、これが接近する天体について{\displaystyle R}は半径、{\displaystyle \rho _{M}}は密度である。
流体の場合
対象の天体が流動性の物質でできていて、潮汐力により自由に変形できる場合について、この場合のロッシュ限界は式が複雑なため厳密に解くことができない。近似的に以下の値が求められる。（式中の物理量は上に同じである。）
{\displaystyle d\simeq 2.423R\left({\frac {\rho _{M}}{\rho _{m}}}\right)^{\frac {1}{3}}}
以上のように、天体が流体の場合は、剛体のときと比べてロッシュ限界はおよそ2倍ほど長い。このように、対象の天体が剛体の場合と流体の場合とで表式が異なることから、ある天体のロッシュ限界の距離値は1つに定まらない。
ある天体のロッシュ限界の内側に入った天体は破壊される。たとえば、木星と衝突したシューメーカー・レヴィ第9彗星は、木星のロッシュ限界内に入り込み、木星に衝突するより前に破壊され分裂した。なお、天体が重力以外の力で結びついている場合は、他の天体のロッシュ限界の内側にあっても破壊されない場合がある。

## 潮汐分裂
連星系などにおいて主星と伴星の位置関係を決める様々な要素があり、これらの天体間距離（すなわち公転半径）は各種相互作用によって長い時間をかけて変化する場合がある。この公転軌道の変化によって、天体間距離がロッシュ限界より短くなることがある。惑星や衛星といった天体が、別の天体のロッシュ限界の内側に入った際は、接近した天体からの潮汐力によって破壊されてしまう。
例えば、火星の衛星フォボスは徐々に火星へと接近しており、将来的に火星の潮汐力によってフォボスは破壊されると考えられている。同様に、海王星の衛星トリトンは徐々に海王星へと接近しており、やはり将来的に海王星によってトリトンは破壊されると考えられている。また、連星系の主星と伴星といった関係とは無関係に、天体が破壊される場合もある。例えば、惑星のすぐそばを小惑星が通過した場合がこれに当たる。小惑星が惑星とすれ違った時、惑星のロッシュ限界の内側にまで入ってしまうと、惑星によって小惑星が破壊される。
これらの例のように、天体が他の天体のロッシュ限界の内側に入って破壊される現象は、潮汐分裂と言われる。シューメーカー・レヴィ第9彗星は、木星に接近して落下していったが、ロッシュ限界よりも内側に入り込んだ時点で分裂した。天体（ここでは木星）のロッシュ限界の距離値が1つに定まらないことは上に述べた通りだが、例えば、シューメーカー・レヴィ第9彗星と同じように小惑星が木星に接近したとしても、小惑星の状態によってロッシュ限界や破壊の起こる距離は異なる。ロッシュ限界の検討においてここでは重力以外の力は考慮していないため、他の事例とまったく同じ位置で潮汐分裂を起こすとは限らず、ロッシュ限界の内側でも小惑星が破壊されない場合もある。
例えば、木星の衛星メティスとアドラステアは、木星のロッシュ限界の中側にありながらも破壊されることなく存在している。これらの衛星は存在を維持するのに適したサイズであるのではないかと、木星の環と関連した考察もなされている。